# Nemességi igazolás
A nemesség igazolás a nemesi cím jogos használatának igazolása. Mivel a nemesi címmel számos kiváltság és társadalmi előny járt együtt, sokan próbálkoztak hamis nemesi levelekkel és iratokkal nemesi kiváltságokhoz jutni. Ez tette szükségessé az átfogó nemességvizsgálatokat és igazolásokat.
A 16–18. században Lengyelországban és Magyarországon volt a legtöbb nemes Európában, arányuk elérte a népesség 8–10%-át, egyes vidékeken részesedésük 20–30%-ot is kitett. Egyes kimutatások szerint a lengyel köznemesség (szlachta) a lakosság 40 százalékát tette ki. Magyarországon és Lengyelországban voltak olyan falvak, amelyeket kizárólag nemesek laktak. Magyarországon a 18. század elején több mint 1200 kuriális falut számoltak össze, Lengyelországban az 1720-as összeírás 1228 ilyet mutatott ki. A török hódoltság és a rendi felkelések alatt sok nemesi levél elveszett, miközben a természetes szaporulat és az új nemesítések miatt is nőtt a nemesség száma. Sokan adták ki magukat jogtalanul nemesnek. Mindez szükségessé tette a nemesi családok és személyek rendszeres revízióját.
Egy 1630-as törvény szerint a nemesi levelet egy éven belül ki kellett hirdetni abban a megyében, ahol a megnemesített személy lakott. Egy évszázad múlva egy helytartótanácsi rendelet úgy foglalt állást, hogy amennyiben valaki bizonyítani tudja, hogy ő vagy őse valamikor armálist kapott és legalább hatvan éve gyakorolja a nemesi jogokat, nemesnek tekintendő.
A Rákóczi-szabadságharc után a nyugtalanság végetértével több megyében, pl. Árvában is végeztek nemesi vizsgálatot a 18. század első felében. Átfogó nemességi vizsgálatokra Magyarországon III. Károly császár, majd leánya, Mária Terézia rendelete alapján került sor az egyes vármegyékben (1725, 1732, 1755), hogy kiszűrjék a nemesi jogokkal visszaélő egyéneket.
Az adott személynek nemességét a nemességszerző őstől címeres levéllel, nemesi levéllel, annak átiratával (paria litterarum armalium), a nemességet igazoló hiteles okirattal, anyakönyvi bejegyzésekkel, esetleg hiteles tanúvallomásokkal kellett igazolnia, hivatkozhatott régi nemesi gyakorlatra, nemességét esetleg egy tekintélyes személy, pl. a nádor is igazolhatta. A tanúk lehettek nemesek és jobbágyok is. Általában idős embereket hívtak tanúnak.
III. Károly 1735- ben a nemesi származások elismerésének kritériumai tárgyában rendeletet adott ki. Ennek első, illetve hatodik pontja szerint mindenki, akinek elődei egy adott helységben ősidőktől fogva laknak és nemesi szabadságban élnek, vagy ebben a helységben adományozott birtokkal, ennek részével bírnak, és ezt adománylevéllel, vagy bizonyságlevéllel illetve tanúkkal bizonyítani tudják, kétségtelen nemesekként ismerhetők el.

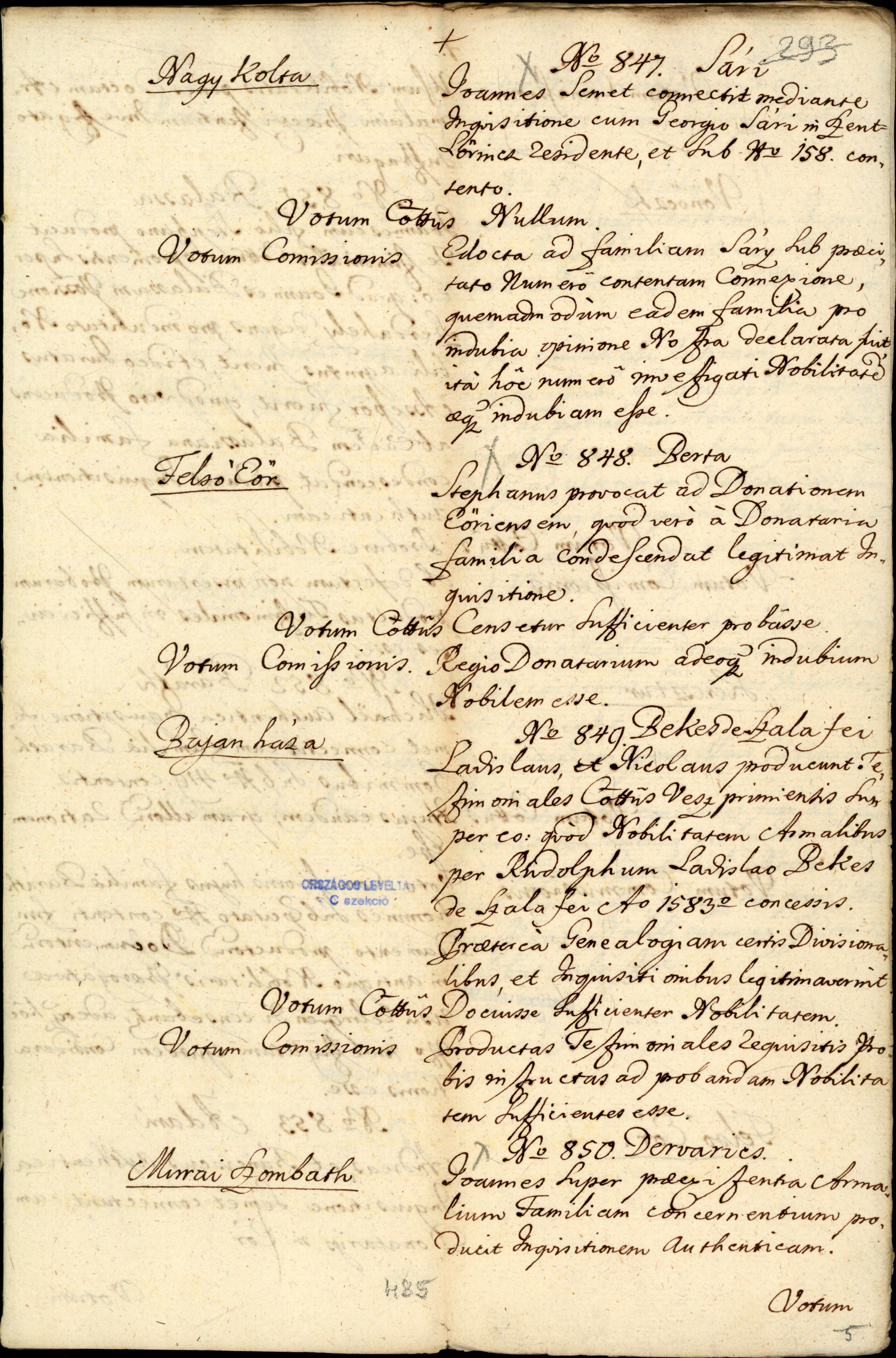
Vas vármegyei nemességi igazolások: Nagykolta (Sáry), Felsőőr (Bertha), Bajánháza (Bekes de Szalafő), Muraszombat (Dervarics), 1750

A nemesi címek, címerek, rangemelések, előnevek stb. nyilvántartását a királyi könyvek szolgálták. Kísérlet történt a nemesi címmel rendelkező személyek pontos nyilvántartására is. A vármegyei levéltárakon belül a nemesi iratokat a nobilitáriumokban különítették el a többi irattól, melyeket a nemesség igazoláshoz is felhasználtak és különféle időközönként országos és megyei nemesi összeírások is készültek.
A Magyar Királyi Helytartótanácsban 1783-ban külön osztály jött létre a megtámadott/vitás nemességi igazolások felülvizsgálására.

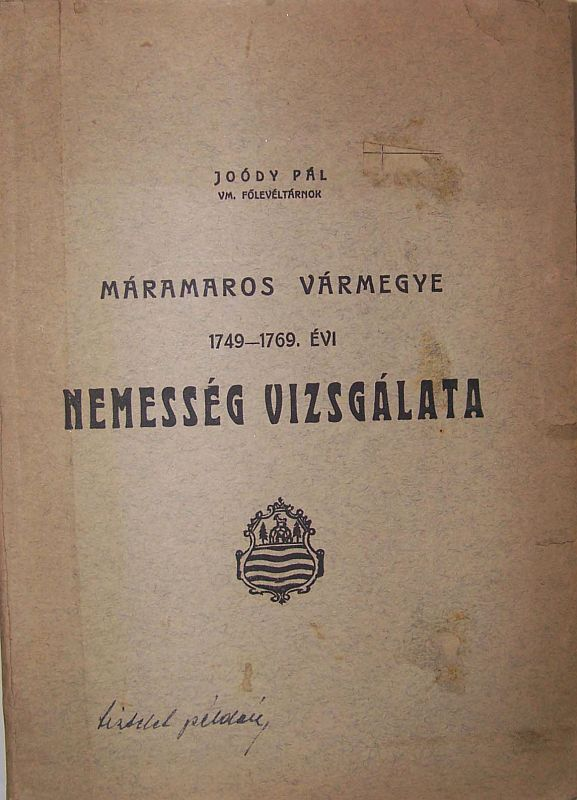
Joódy Pál: Máramaros vármegye 1749-1769. évi nemesség vizsgálata, Máramarossziget, 1943

A nemesi vizsgálatot az ún. igazoló (invesztigációs) bizottság (választmány) végezte, ennek tagja lehetett a szolgabíró és az esküdt, a jegyzőkönyvet a jegyző vezette. A bemutatott bizonyságlevelek, adománylevelek, címereslevelek, és a származásokat bizonyító tanúvallomások  alapján az egyes vármegyék főügyészei mondták ki a végső szót. Ha a megye nem ismerte el az adott személy nemesi jogait, az ún. nemesség-igazolási pert folytathatott vagy a megyei tisztiügyész is indíthatott nemesség-igazoló pert a kétes nemes ellen. A kétes nemességű személyeket a vármegyei összeírásokban az állítólagos nemesek között tartották nyilván. A többiek ún. Kétségtelen nemesnek számítottak. Az 1755-ös nemesi összeíráskor az Ebecken lakó Nagy Jánost mint jövevényt jegyezték fel. 1766-ban az ebecki Nagy István, Sándor és János nemességüket nem tudták kielégítően igazolni és elmarasztaló ítéletet kaptak. 1792-ben a Helytartótanács bővebb bizonyítékok bemutatását tartotta szükségesnek a család nemességének igazolásához. Bihar megye kétségbe vonta debreceni Bárány János borsodi táblabíró nemességét, de II. József azt 1789. április 6-án kelt 15468. számú rendeletével megerősítette.  Az Istók család Gömör vármegyében 1786-ban folytatott nemességigazoló pert a megye törvényszéke előtt. Ennek során nemességüket a címeres levéllel, anyakönyvi bejegyzésekkel és tanúvallomásokkal igazolták. Erről a megye 1789. március 18-án hozott ítéletet, melyet a Helytartótanács 1798. június 1-jén kelt 18155. számú leiratával hagyott jóvá, amiről a megye július 3-án nemesi bizonyságlevelet adott ki, amibe belefoglalta a per folyamán felmutatott összes okmányt és a tanúk kihallgatásának jegyzőkönyveit.
A nemességi vizsgálat eredményét a nemesség vizsgáló választmány hirdette ki, vagy arról a vizsgált személy írásos határozatot kapott. Ha a család valamelyik ága másik vármegyébe költözött át, nemességét az eredeti megyében kihirdetett bizonyítvánnyal igazolhatta, melyet a megyei közgyűléstől, a szolgabírótól, az alispántól kapott. A dokumentumokat (a nemesi levél átiratát stb.) átküldték az új megyébe, evvel igazolták azok hitelességét. Ezután a jövevényeknek joguk volt az adott megyében is a nemesi kiváltságokkal élni, a megye közgyűlésén részt venni stb. 
A nemesi vizsgálatkor csak a férfi családtagokat írták össze és közülük is csak azokat, akiknek maguknak is volt férfi utóduk. A női családtagokat egyáltalán nem vizsgálták, sem a házassági kapcsolatokat, sem azokat a férfi családtagokat, akik pl. távolra mentek tanulni és később papok stb. lettek. Az ő utódaik szintén kimaradtak a vizsgálatból. A nemesség igazolása Mária Terézia alatt megnehezedett, mert a királynő 1774 elején elrendelte, hogy azt bírósági eljárással kell elvégezni és az eredeti okmányokat kell bemutatni.
Az 1920. évi I. tc. értelmében a kormányzó nemességet nem adományozhatott. Ekkortól a belügyminiszter volt az országos nemesi főméltóság. A nemesség igazolásáért a belügyminisztériumhoz lehetett folyamodni, mire az nemességigazoló bizonyítványt adott ki. Az igazolások ügyében az Igazolási Osztály volt illetékes. 1933-tól az Anyakönyvi Utasítás 57. paragrafusa értelmében (33.607/1933. BM. sz. rendelet) a magyar állami anyakönyvbe belföldi (magyar és székely) vagy külföldi nemesi vagy főnemesi rangot, címet és előnevet kizárólag magyar királyi belügyminiszteri okirat alapján lehetett bejegyezni. Ezért is szaporodtak meg ezután a belügyminisztériumi nemességigazolások.
1938 és 1944 között a hitleri Németország nyomására bevezetett magyarországi zsidótörvények értelmében mindenkinek igazolnia kellett keresztény származását. Ennek hiánya igazságtalan megkülönböztetést vont maga után. Sok család még ma is őrzi a korabeli anyakönyvi másolatokat, melyeket három nemzedékre kellett visszamenőleg beszerezni.
A különböző nemességi vizsgálatokról, perekről, a gyökeres (proba ex radicalis) és az igazolás elméleti kérdéseiről Gerő József közölt részletes tanulmányt. Az 1947. IV. tc. Magyarországon megtiltotta a nemesi, főnemesi rangok, előnevek használatát.
A FamilySearch.org weboldalon számos nemességbizonyító irat szabadon kutatható.

## Iratok

Vegyes igazolások
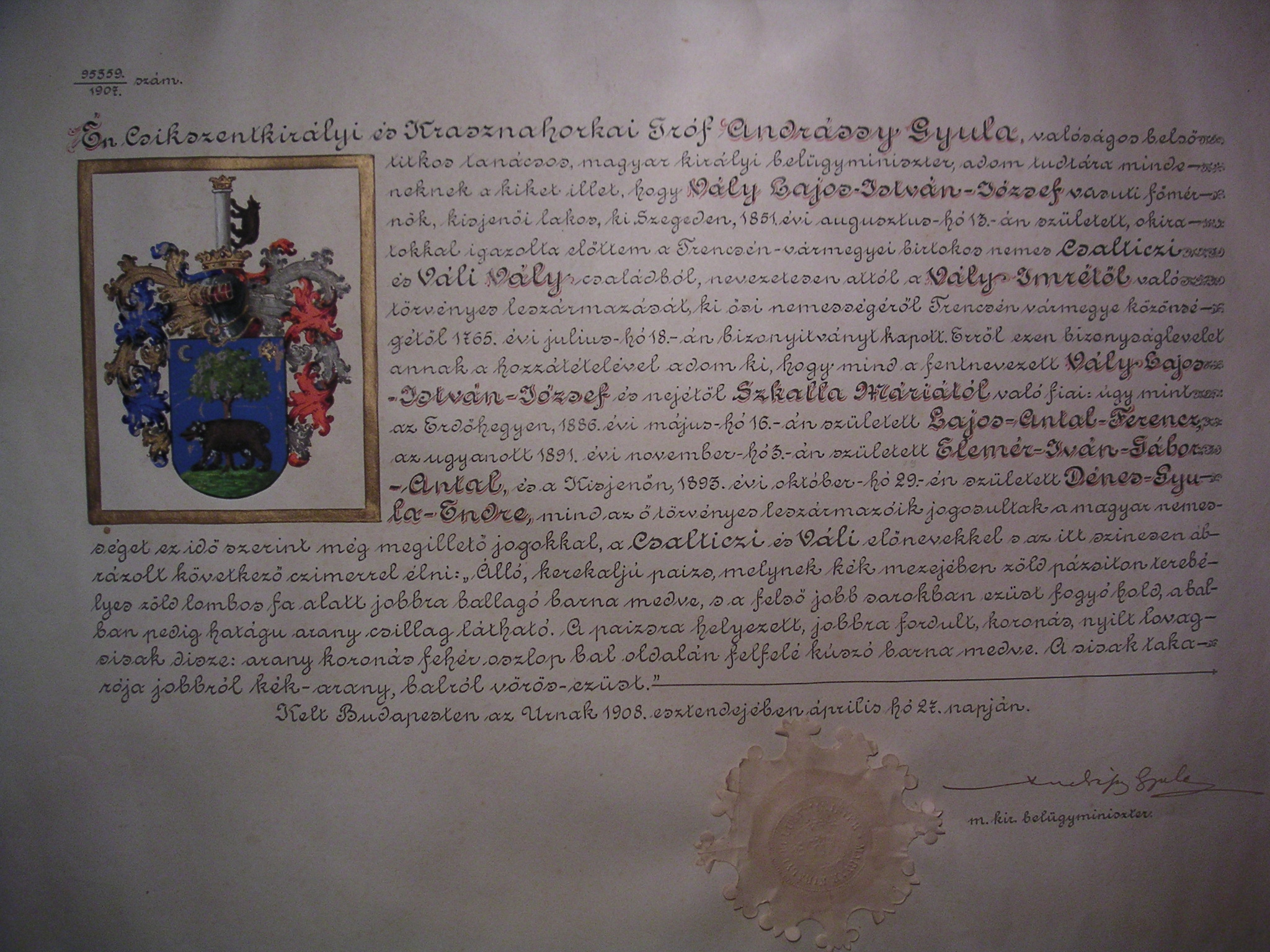
A Vály család nemességigazoló bizonyítványa (1908)
- Bodó Zsigmond nemességigazoló pere, 1769
- 1739, nemességi igazolás, Bertha Mátyás István, Szegvár
- Zólyom vármegye bizonyságlevele Bertha Juditnak latinul, 1661
- 1771, nemességi igazolás, felsőőri Bertha János, Felső-Fehér vármegye

Mi Zabolch Vármegye Egyházi Feő Rendjeinek, Ország Zászlósainak Nagyainak és Nemesseinek közönsége adjuk tudtokra e jelenvaló Levelünknek rendiben, jelentvén, mindeneknek, s kiknek illik, hogy midőn Mi az alább irtt helyen, napon, és esztendőben, a mi dicsősségesen országló Felséges Királyunk szolgálatját, a közjónak megmaradását, és Megyénknek egyéb dolgait érdeklő tárgyaknak folytatására s elintézésére e Mi közgyülésünkben edgyütt jelen lettünk volna: Akkoron Megyénkben kebelezett Tisza Dob helységben lakos Nemes Porkoláb István, és Sámuel, továbbá József, György, János, és másik Sámuel, ugy nem különben, Nemes Porkoláb Mihály, és másik István, továbbá Porkoláb Ferenc, András, és Márton – valaminthogy Porkoláb István harmadik, másik János, és másik Mihály, tartozó tisztelettel hozzánk járulván esedeztek nekünk az iránt, hogy nekiek ezen Nemes Megye által kiadott Nemesi bizonyság levelet, mely nekiek ezen Nemes Megye által 1818-ik Esztendőben Szt. Iván Hava 1-ső s több napjain tartatott köz Gyülésből ki adatott, s melly szóról szóra igy következik:
Mi Zabolch Vármegye Egyházi Feő Rendjeinek, Ország Zászlósainak, Nagyainak és Nemesseinek Közönsége adjuk tudtokra e jelenvaló levelünknek rendiben jelentvén mindenkinek, a kiknek illik, hogy midőn Mi, az alább irtt helyen, napon és Esztendőben, a mi dicsősségesen országoló Felséges Királyunk szolgálatját, a közjónak meg maradását, és Megyénknek egyéb dolgait érdeklő tárgyaknak folytatására, s el intézésére e Mi Köz Gyűlésünkbe edgyütt jelen lettünk volna, Akkoron: ezen Mi Nemes Megyénkben helyheztetett Bully Helységben birtokon, Nemzetes Porkoláb János táblabíránk, s házi Pénztárunknak hosszas ideig volt Feő Gondviselője, fiainak és ugy mint betsületből szolgáló Fiskálisunk Porkoláb Jánosnak, nemkülönben Dánielnek, és Lászlónak nevekben, és képekben, mindszintén ugyan a Mi Nemes Megyénkben levő Tisza Dob Városában lakos, s azon egy Törsöktől származott Nemes Porkoláb Familia, ugymint Nemzetes Porkoláb János, István, és Sámuel Fiaival. Nemkülönben Porkoláb József, György, János, és Sámuel – Porkoláb István, Mihály, és István Fiaival, Nemes Kassa Várossában lakó Porkoláb István, mind ezen Familiának egyik ágon lévő sorsosi, továbbá Nemes Porkoláb Ferenc, és Sámuel, Porkoláb Márton, András nevű fiával – a másik Nemes Porkoláb Márton és Jákób nem különben János nevű testvérjektől született Porkoláb János – végre Porkoláb István, János, Ferenc, ki Zsarnón Tekintetes Torna Vármegyébe lakik, és Porkoláb Mihály testvér atyafiak, mint azon nemzetségnek másik ágon levő tagjai tartozó alázatossággal járulván mi hozzánk, esedeztek előttünk az irán, hogy a néhai Felséges Ferdinánd Császár és Magyar országi király által 1635 Esztendőben Bőjtelő havának 9.-ik napján Néhai Porkoláb Mártonnak, és három Fiainak, ugymint Mihálynak, Jákóbnak, és Jánosnak, mint őseinek Kegyelmesen kiadott és 1650-ik Esztendőben ezen Mi Nemes Megyénknek Petneházán tartott gyűlésében ki hirdettetett Armalis,
Nemesi Szabadságban szakadatlanul lett élések és megmaradások köz tudomásunkra lévén az esedezők és meg nevezett fiaik és unokáik részére ki adtuk ezen hitély petsétünkkel meg erősített Bizonyság Levelünket – ezt javasolván a köz igazság.
Költ NKállóban az ezernyolcszáz. és több napjain tartatott köz gyűlésünkből.

## Külső hivatkozások
- Rövidítések